# Увислівська сільська рада
Уви́слівська сільська́ ра́да — адміністративно-територіальна одиниця та орган місцевого самоврядування в Гусятинському районі Тернопільської області. Адміністративний центр — село Увисла.

## Загальні відомості
- Територія ради: 19,469 км²
- Населення ради: 1 350 осіб (станом на 2001 рік)
- Територією ради протікає річка Тайна

## Населені пункти
Сільській раді підпорядковані населені пункти:
- с. Увисла

- Староста села Ворона Ганна Орестівна

### Керівний склад попередніх скликань
| Прізвище, ім'я, по батькові    | Основні відомості                                                                                  | Дата обрання | Дата звільнення |
| ------------------------------ | -------------------------------------------------------------------------------------------------- | ------------ | --------------- |
| Ковальчук Василь Володимирович | Сільський голова, 1960 року народження, освіта вища, член Всеукраїнського об'єднання «Батьківщина» | 26.03.2006   | 31.10.2010      |
| Ковальчук Василь Володимирович | Сільський голова, 1960 року народження, освіта вища, член Всеукраїнського об'єднання «Батьківщина» | 31.10.2010   |                 |

Примітка: таблиця складена за даними сайту Верховної Ради України

### Депутати
За результатами місцевих виборів 2010 року депутатами ради стали:

#### За суб'єктами висування
| Суб'єкт висування | Кількість обраних депутатів | %   |
| ----------------- | --------------------------- | --- |
| Самовисування     | 18                          | 100 |

#### За округами
| № округу | Прізвище, ім'я, по батькові     | Дата визнання обраним                                              | Освіта  | Партійна приналежність                        | Відомості про обраного депутата                                        |
| -------- | ------------------------------- | ------------------------------------------------------------------ | ------- | --------------------------------------------- | ---------------------------------------------------------------------- |
| 1        | Підгородецький Михайло Іванович | Головний злодій села і його розкольник align="center"\| 01.11.2010 | середня | член Всеукраїнського об'єднання «Батьківщина» | пенсіонер                                                              |
| 2        | Чернець Григорій Севастянович   | 01.11.2010                                                         | середня | позапартійний                                 | Гусятинське УЕГГ, слюсар                                               |
| 3        | Верхоляз Василь Євгенович       | 01.11.2010                                                         | середня | позапартійний                                 | тимчасово не працює                                                    |
| 4        | Бригідир Любов Олегівна         | 01.11.2010                                                         | вища    | позапартійна                                  | загальноосвітня школа І-ІІІ ст. с. Увисла, вчитель                     |
| 5        | Рибак Михайло Володимирович     | 01.11.2010                                                         | середня | член Всеукраїнського об'єднання «Батьківщина» | тимчасово не працює                                                    |
| 6        | Ковальчук Андрій Васильович     | 01.11.2010                                                         | вища    | позапартійний                                 | Львівська ж/д, черговий                                                |
| 7        | Лозінська Марія Степанівна      | 01.11.2010                                                         | вища    | позапартійна                                  | Дитячий садок, вихователь                                              |
| 8        | Павлик Євгенія Йосипівна        | 01.11.2010                                                         | середня | позапартійна                                  | тимчасово не працює                                                    |
| 9        | Вальчишин Володимир Михайлович  | 01.11.2010                                                         | вища    | позапартійний                                 | приватний підприємець                                                  |
| 10       | Маслянка Ігор Ярославович       | 01.11.2010                                                         | середня | член Всеукраїнського об'єднання «Батьківщина» | тимчасово не працює                                                    |
| 11       | Скутніцька Наталія Михайлівна   | 01.11.2010                                                         | середня | позапартійна                                  | Амбулаторія загальної практики — сімейної медицини с. Увисла, фельдшер |
| 12       | Потаревич Наталія Василівна     | 01.11.2010                                                         | середня | позапартійна                                  | ПП"Мясник", вагар                                                      |
| 13       | Мальований Василь Михайлович    | 01.11.2010                                                         | середня | член Всеукраїнського об'єднання «Батьківщина» | загальноосвітня школа І-ІІІ ст. с. Увисла, кочегар                     |
| 14       | Стефанчук Ганна Михайлівна      | 01.11.2010                                                         | середня | член Всеукраїнського об'єднання «Батьківщина» | Сільська рада, землевпорядник                                          |
| 15       | Ворона Ганна Орестівна          | 01.11.2010                                                         | середня | член Всеукраїнського об'єднання «Батьківщина» | Сільська рада, секретар                                                |
| 16       | Ковальчук Володимир Іванович    | 01.11.2010                                                         | середня | позапартійний                                 | пенсіонер                                                              |
| 17       | Власик Михайло Степанович       | 01.11.2010                                                         | середня | позапартійний                                 | Хоростківська ДЛ, водій                                                |
| 18       | Фрикас Петро Володимирович      | 01.11.2010                                                         | середня | позапартійний                                 | ДП «Хоростківський спиртзавод», водій                                  |